# Código de Honra (2016)
Código de Honra  (Code of Honor) é um filme estadunidense de 2016, dos gêneros ação e thriller dirigido por Michael Winnick e estrelado por Steven Seagal (que também é produtor executivo) e Craig Sheffer.

## Sinopse
O coronel Robert Sikes (Steven Seagal) embarca em uma difícil missão: livrar sua cidade do crime. Inteligente e discreto, Sikes fará de tudo para conseguir alcançar seu objetivo. Ele só não contava que seu antigo aprendiz iria atrapalhar os seus planos.

## Elenco
- Steven Seagal - Coronel Robert Sikes
- Craig Sheffer - William Porter
- Helena Mattsson - Keri Green, an escort
- Louis Mandylor - Det. James Peterson
- James Russo - Romano
- Griff Furst - Jerry Simon, Sikes' friend
- Rafael Petardi - Carlos, Romano's ally
- Michael Flynn - Capt. Connely
- R.D. Call - Major Randolf